# Gategroup
Gategroup, anciennement Gate Gourmet est une entreprise de  catering, dont les sièges sociaux sont situés à Zurich en Suisse et à Reston aux États-Unis. Elle est une des plus importantes entreprises du secteur.

## Histoire
Elle faisait partie de SAirGroup avant la faillite de Swissair. L'entreprise a été vendue en 2002 au Texas Pacific Group pour 870 millions de dollars à la suite des faillites en série qui ont touché le secteur aérien après les attentats du 11 septembre 2001 . Le reste des parts de Texas Pacific Group est vendu à Merill Lynch en mars 2007.
En septembre 2007, Gate Gourmet annonce l'acquisition du groupe britannique opérant sous les marques Fernley et International Aviation Services (IAS).
En mai 2009, l'entreprise est listée sur la SIX Swiss Exchange.
Le 1er avril 2015, Xavier Rossinyol devient CEO de Gategroup.
L'entreprise réalise plusieurs acquisitions jusqu'en 2016 : Cara Airline Solutions (2010, Canada), deux unités de restauration de Qantas' Q Catering (2012, Australie), Inflight Service Group (2016, Suède), 75% de Cambodia Air Catering Services (2016).
En avril 2016, HNA Group annonce l'acquisition de Gategroup pour 1,5 milliard de dollars.
En mai 2016, Gategroup annonce l'acquisition d'une participation de 49,99 % dans Servair pour 237,5 millions d'euros.
En janvier 2017, Gategroup prend le contrôle de Servair auprès d'Air France, se développant ainsi en Afrique.
L'entreprise a été décotée du SIX Swiss Exchange en avril 2017 avant d'y revenir en 2018.
En avril 2019, HNA Group annonce la vente de Gategroup à RRJ Capital pour 2,8 milliards de dollars.
En novembre 2019, Gategroup annonce l'acquisition des activités européennes de LSG Sky Chefs, filiale traiteur de la Lufthansa.